# Tempest Storm
Tempest Storm, nom de scène d'Annie Blanche Banks, née le 29 février 1928 à Eastman (Géorgie) et morte le 20 avril 2021 à Las Vegas (Nevada), est une stripteaseuse et actrice américaine. Considérée comme une star du burlesque américain,, elle était surnommée The Queen of Exotic Dancers, en français : La reine des danseuses exotiques.
Elle est, avec Lili St-Cyr, Sally Rand et Blaze Starr, une des artistes burlesques les plus connues des années 1950, 1960 et 1970. Sa carrière en tant que danseuse exotique dure depuis plus de 60 ans et elle jouait encore au début du XXIe siècle.

## Biographie
Tempest Storm est née Annie Blanche Banks le 29 février 1928 à Eastman, en Géorgie. Elle a quitté l'école en septième année et en 2016, elle s'est souvenue qu'elle avait été abusée sexuellement à ce moment de sa vie. À 14 ans, elle a travaillé comme serveuse à Columbus, en Géorgie, où elle a rapidement épousé un marin américain afin de s'émanciper de ses parents et a fait annuler le mariage après 24 heures. À 15 ans, à Columbus elle a épousé un vendeur de chaussures, dont la sœur travaillait avec elle dans une usine de bonneterie.
Lorsqu'elle arrive à Hollywood en tant que figurante à l'âge de 20 ans, elle avait déjà été mariée et divorcée deux fois. Elle travaillait comme serveuse lorsqu'un client lui a dit qu'elle ferait une excellente interprète de strip-tease, et en 1951, elle a fait ses débuts avec un salaire de 60 dollars par semaine.
En 1956, sous le nom de scène « Tempest Storm », elle devient l'artiste burlesque la mieux payée de l'histoire, avec un contrat de 100 000 dollars par an, se produisant en Californie et au Nevada et apparaissant sur les scènes de Las Vegas. Vers la fin des années 1950, ses seins, « moneymakers », comme les nomme la presse populaire américaine, sont assurés à la Lloyd's de Londres pour la somme d'un million de dollars.
Tempest Storm a été immortalisée dans de nombreux magazines et est apparue dans des films qui ont lancé des pin-ups comme The French Peep Show de Russ Meyer (1950), Paris After Midnight (1951), Striptease Girl (1952), et Teaserama (1955) d'Irving Klaw, qui mettait également en vedette Bettie Page et Buxom Beautease (1956). Elle a poursuivi sa carrière cinématographique jusque dans les années 1960.
Plusieurs relations amoureuses lui sont attribuées, notamment avec le président John F. Kennedy, le chanteur Elvis Presley et les acteurs Sammy Davis Jr. et Vic Damone.
Avec l'écrivain Bill Boyd, elle a écrit le livre autobiographique Tempest Storm : The Lady Is a Vamp (1987). Après avoir été intronisée au temple de la renommée de l' Exotic World Burlesque Museum à Helendale, en Californie, elle s'est officiellement retirée de la scène en 1995, à l'âge de 67 ans, bien qu'elle ait continué à se produire occasionnellement sur scène.
Tempest Storm a déclaré en 1968 dans une interview du critique de cinéma Roger Ebert qu'après six mois de mariage : « je rêvais de partir un jour. J'avais toujours en tête d'aller à Hollywood. Je ne pouvais pas le sortir de ma tête ». En 1959, elle se marie avec Herb Jeffries, un acteur et chanteur-compositeur de jazz. Le couple a une fille et divorce en 1967.

## Filmographie
La filmographie de Tempest Storm, comprend les films suivants  :
- 2014 : Sunset Strip: Volume 2 (vidéo)
- 1967 : Mundo depravados
- 1966 : Paris Topless
- 1951 : Paris After Midnight

## Publication
- (en-US) Tempest Storm et Bill Boyd, Tempest Storm : the lady is a vamp, Atlanta, Peachtree Publishers, 1987, 266 p. (ISBN 9780934601252).